# Той, що стікає кров'ю
«Той, що стікає кров'ю» (англ. Bleeder) — данська кримінальна драма 1999 року, написана і знята Ніколасом Віндінгом Рефном.
Це другий повнометражний фільм данського кінорежисера. Стрічка мала успіх у Данії, але не досягла успіху попереднього фільму Рефна "Дилер".

## Сюжет
Луїза палко та пристрасно кохає Лео і дуже радіє, коли дізнається, що вагітна. Але для Лео незапланована вагітність стає останньою краплею. Дитина означає остаточне прощання з його останньою надією вирватися з похмурого оточення та досягти чогось у житті. Наступні дні його почуття неповноцінності, ненависті до себе переростають у бомбу уповільненої дії, наповненої злості та нестримуваної агресії. "Я не маю нічого. Нічого! Гівняна робота, гівняна квартира. І довбана сім'я на підході", - каже він друзям. Зрештою, не в змозі стримати відчайдушну агресію - жорстоко б'є свою вагітну дівчину, змушуючи брата Луїзи діяти (байкер-психопат, який у відданості сестрі починає жахливу помсту).
У фільмі подано глибокий психологічний розвиток головного героя. Він бореться з внутрішніми переживаннями та прагне знайти своє місце у світі.

## У ролях
- Кім Боднія — Лео
- Мадс Міккельсен — Ленні
- Рікке Луїза Андерсон — Луїза
- Левіно Дженсен — Луіс
- Лів Корфіксен — Ліа
- Златко Буріч — Кічо
- Марко Зечевіч — Марко

## Історія створення
Після успіху свого дебютного повнометражного фільму «Дилер» Ніколас Віндінґ Рефн вирішив повернутися до США (де він виріс і навчався), щоб розпочати кар'єру кінорежисера. Його надії не справдилися, він залишився в Копенгагені і запропонував акторам та знімальній групі, котрі брали участь у створенні «Дилера», можливість зняти новий фільм. Зйомки стали для Рефна нагодою спробувати сили в американському кіно, максимально експериментуючи. Він також хотів зняти більш особистий фільм, ніж «Дилер», і більш досконалий, оскільки мав намір показати його на міжнародному фестивалі.
В основі «Той, що стікає кров'ю» лежать спогади Рефна про його молодість, коли він жив у Нью-Йорку, і які втілює на екрані персонаж Ленні, якого грає Мадс Міккельсен. Власне, данський режисер вважає саме свою другу повнометражну картину першим автобіографічним фільмом. Під час написання сценарію «Той, що стікає кров'ю» Ніколас Віндінг Рефн розповідав, що надихався романом Г'юберта Селбі-молодшого «Останній поворот на Бруклін», а також стрічкою Вонґа Кар-Вая «Чунцінський експрес».

## Цікаві факти
Героїня Лів Корфіксен любить читати, тому десь у середині хронометражу сюжету вона йде до бібліотеки шукати нову книгу. Там вона просить літнього власника бібліотеки порекомендувати їй певного автора, а саме Г'юберта Селбі - того самого письменника, який згодом напише сценарій до наступного фільму Рефна, «Страх Ікс».

## Саундтрек
Протягом усього фільму звучить багато музичних композицій. 
До створення офіційного саундтреку кінострічки взяли участь численні данські виконавці, зокрема Петер Петер, Jesper Binzer, Lovebites та Düreforsög. 

### Список композицій
1. CV Jørgensen – Mit Lille Reservat (4:30)
2. S.M. Mongstad– Love (3:48)
3. Torben Lendager, Peter Peter – Babies Ablaze (3:49)
4. Bleeder – Final Solution (3:53)
5. Lovebites – In Essence (4:05)
6. 9teen – Nineteen (3:36)
7. Povl Kristian, Peter Peter – Lea's Theme (2:29)
8. Zlatko Buric – Masser Af Porno (0:55)
9. Jesper Binzer– Good Evening Mr. Whack (4:28)
10. Kim Preuthun, Peter Peter – Love Theme (2:24)
11. Morten Chrone Sørensen, Peter Peter – The Ballad Of Ed Gein Blues (2:33)
12. Den Gale Pose – Dommedag Nu (4:00)
13. Lulu – Stone Cold Dead (2:59)
14. Bleeder – Ringside Of My Soul (3:20)
15. Peter Peter, Peter Kyed, Matthias Bjørnlund – Diner Theme (5:16)
16. Povl Kristian – Books, Books, Books (1:36)
17. Peter Kyed, Peter Peter – Stood Up (1:30)
18. Düreforsög, Goodiepal – Attack Of The Honey Bees (3:30)
19. Peter Kyed – Sick Science (2:03)
20. Walkers – Forever Together (3:40)
21. Velour De Ville – Love (2:53)